# تأثير هول

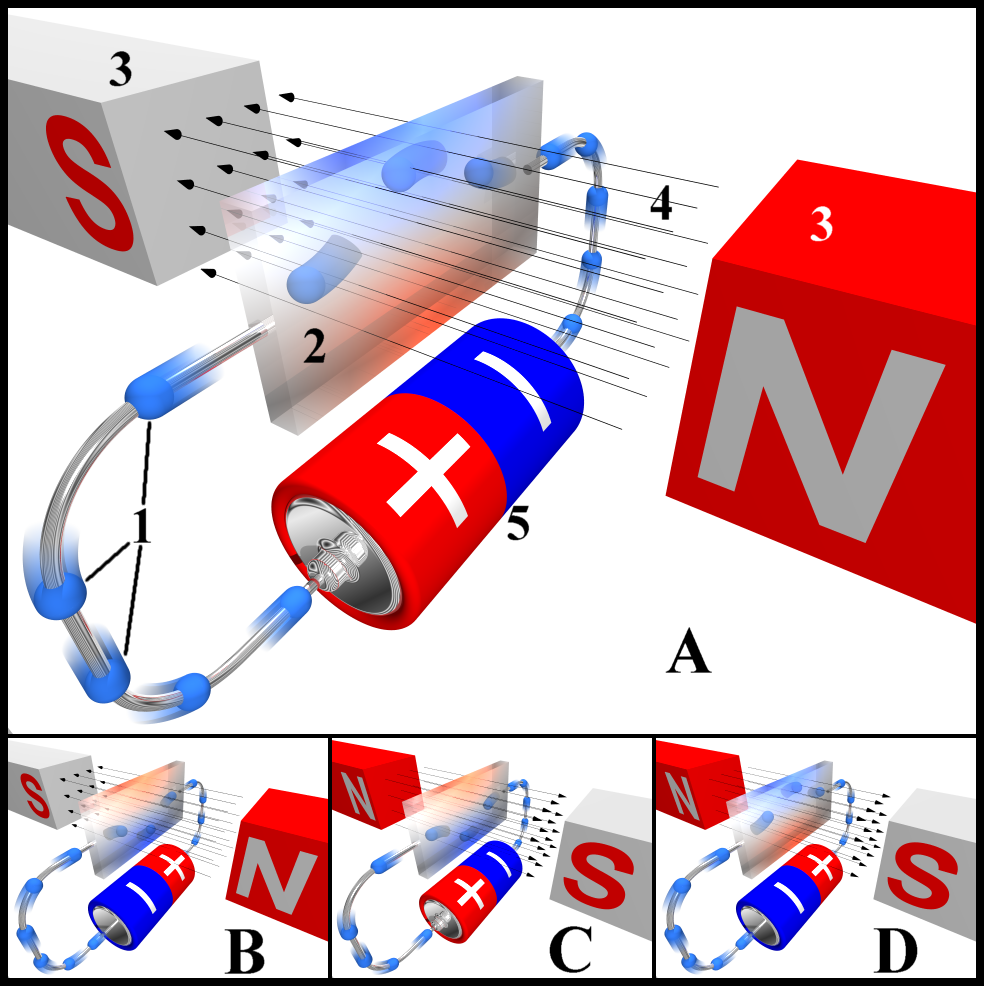
انظر إلى A, لاحظ العكفة في التيار إلى أعلى, هذا هو مفعول هول, ذات العكفة حدثت بسبب قوة لورنتز, يتحدد الاتجاه بقاعدة اليد اليسرى,
- الإبهام في اتجاه سير خطوط المجال المغناطيسي ((من الشمال إلى الجنوب))
- السبابة مع التيار ((من الموجب إلى السالب))
- الوسطى ستشير إلى اتجاه القوة ((و هو علوي في هذه الحالة))

تأثير هول هو تأثير اكتشفه وبحثه الفيزيائي الأمريكي إدوين هول هو ميل حاملات الشحنة سواء كانت موجبة أو سالبة للانزياح نحو الأطراف في الموصلات الكهربائية بسبب المجال المغناطيسي المطبق أو المتعرض له. ينشأ عن ذلك فرق جهد (يسمى جهد هول) بين الأقطاب المتعاكسة في موصل كهربائي تعتمد قطبيته على إشارة هذه الحاملات، هذه القوة التي تحرف التيار عن مساره تسمى قوة لورنتز.
إذا وضع موصل في مجال مغناطيسي عمودياً على اتجاه التيار الكهربي فإن مجالاً كهربياً وفرق جهد سوف يتولد ويسمى فرق الجهد المتولد بجهد هول
و يعطى بالعلاقة:
{\displaystyle V_{H}={\frac {IB}{ned}}}
حيث B = المجال المغناطيسي، I = التيار الكهربي المار في الشريحة،
d = سمك الموصل،
e = شحنة الإلكترون، n = كثافة الشحنات الحرة.
والمقدار:{\displaystyle {\frac {1}{ne}}=R_{H}}
يسمى معامل هول ويعتمد على كل من درجة الحرارة ونوع الموصل ولا يعتمد على ابعاد الشريحة، ويتحدد نوع الشحنات (إلكترونات سالبة أو فجوات موجبة) طبقاً لاتجاه التيار واتجاه جهد هول وينشأ جهد هول نتيجة لانحراف الشحنات الحرة بتأثير المجال المغناطيسي الخارجي حيث يتحدد اتجاهه بواسطة قاعدة اليد اليسرى لفليمنغ.
في عام 1988 اشتق العالم فون كليتسنغ (K. Von Klitzing) ما يعرف اليوم بظاهرة أو تأثير هول الكمي.

## مناهل
- محاكاة لمفعول هول